# Charles-Frédéric Soehnée
Charles-Frédéric Soehnée (* 3. November 1789 in Landau in der Pfalz als Carl-Friederich Söhne; † 1. Mai 1878 in Le Pré-Saint-Gervais bei Paris) war ein französischer Maler und Fabrikant von Malfirnissen.

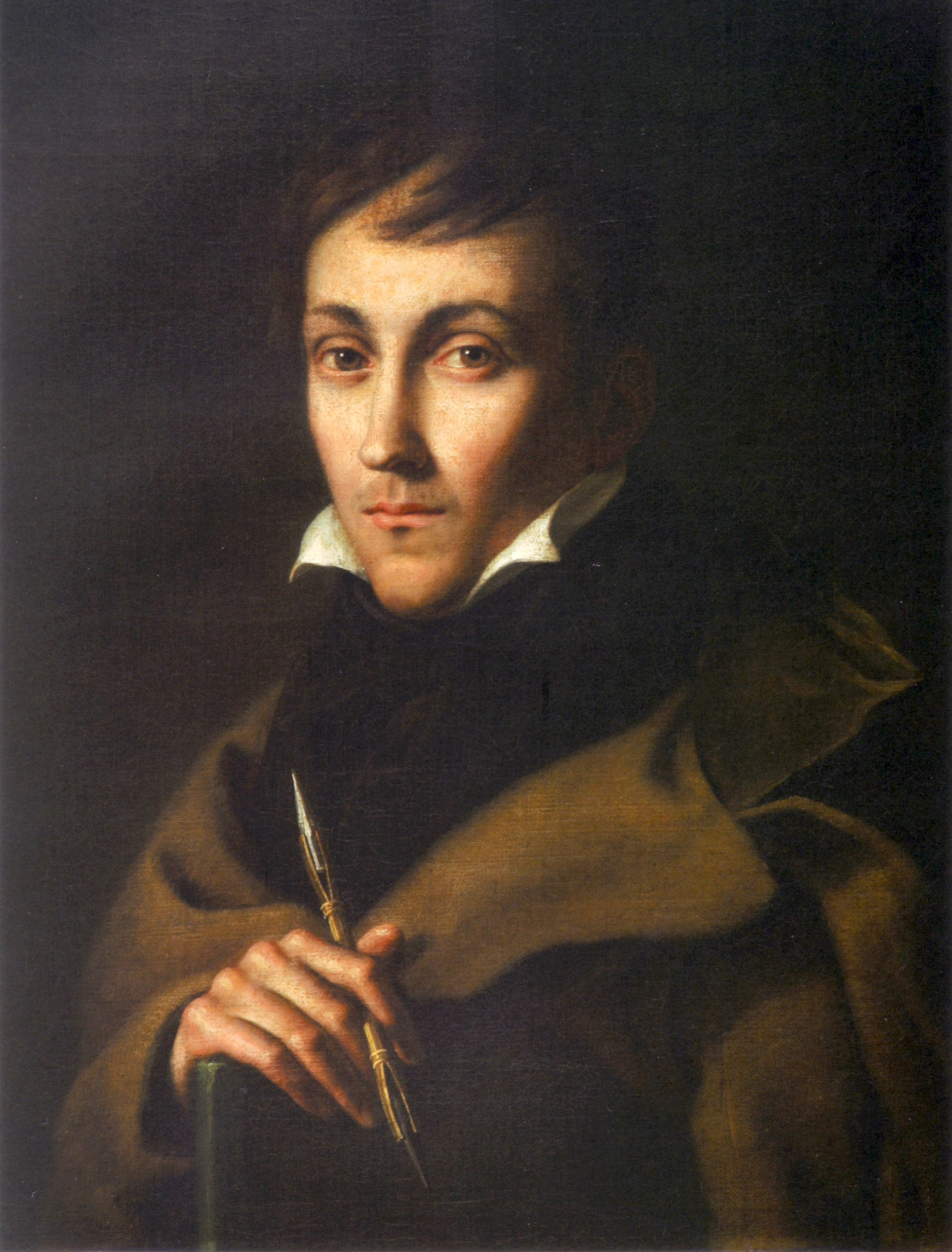
CF Soehnée um 1812

## Leben
Charles-Frédéric Soehnée wurde als viertes Kind des Kaufmanns Johann Jakob Friederich Söhne (Jacques Frédéric Soehnée) und Caroline-Wilhelmine (geb. Krüger) 1789 in Landau in der Pfalz geboren.
Nachdem sein Vater und dessen Bruder Johann Michael Söhne (Jean-Michel Soehnée) eine Lehre bei der Familie Pourtalès, einem großen Handelshaus in Neuchâtel/Schweiz, gemacht hatten  und wo sie später leitende Funktionen übernahmen, gründeten sie 1797 die Firma „Soehnée l’aine & Cie“, die farbige und bedruckte Stoffe herstellte. Ihre Fabriken befanden sich in den Städten Mühlhausen, Colmar und Munster im Elsass. Sie beschäftigten dort über 1500 Arbeiter. Der Sitz der Firma war in Paris, wohin auch ihre  Familien zogen.
In Paris studierte Charles Frederic Soehne ab 1810 bei dem neoklassizistischen Maler Anne Louis Girodet de Roussy-Trioson die Malerei. Sein Mitschüler und Freund Pierre Louis de Laval (1790–1842) malte 1812 ein Porträt von ihm. Recht intensiv muss sich Soehnée mit der Maltechnik der alten Meister und  der Zusammensetzung ihrer Malmittel beschäftigt haben, denn 1822 promovierte er über dieses Thema.
Charles-Frédéric Soehnée gründete zusammen  mit einem Bruder 1829 die Firma Soehnée Frères in Paris. Der Erfolg  der Firma brachte ihm zahlreiche Auszeichnungen ein. Sein  wirtschaftlicher Erfolg  machte ihn reich und unabhängig, so dass er auf den  Verkauf seiner Bilder nicht angewiesen war.
Soehnée besaß eine Sammlung von Zeichnungen des Barockmalers Joseph Parrocel (1646–1704), die sich heute in der Sammlung des Louvre befindet.

## Das künstlerische Werk

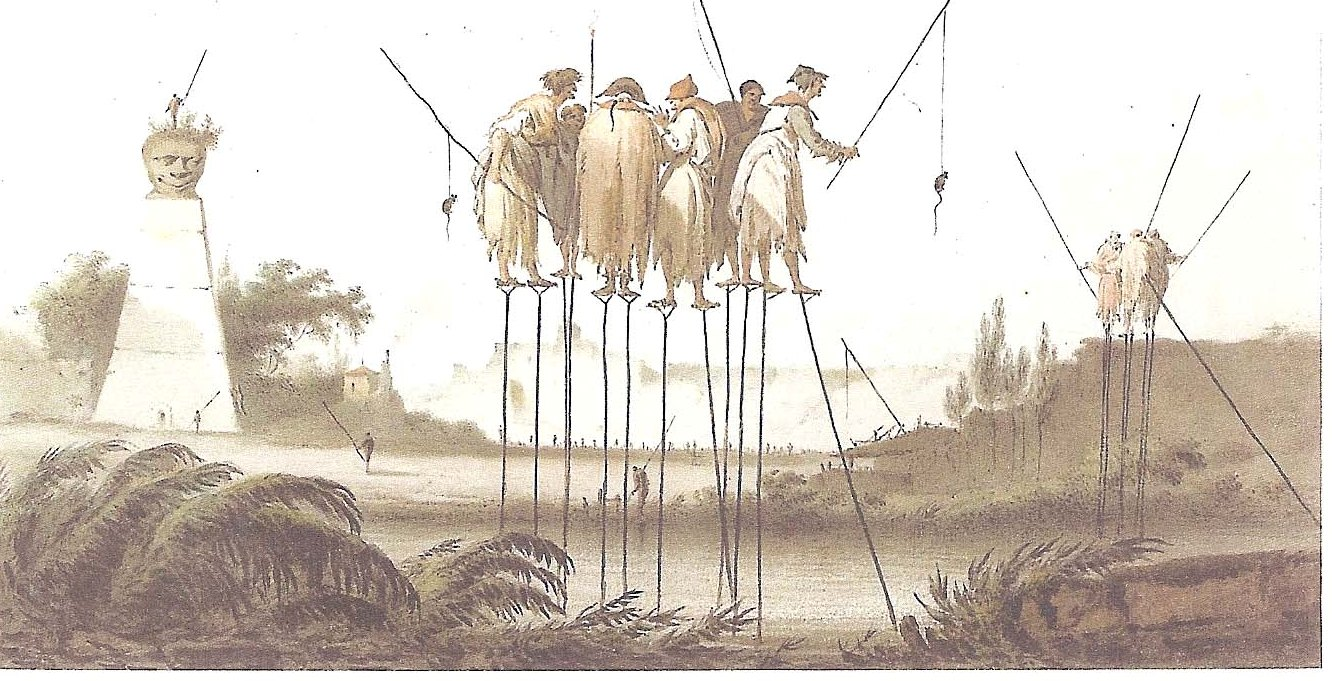
Fischer auf Stelzen

Bis vor einigen Jahren war das sensationelle und bizarre künstlerische Werk von Charles-Frédéric Soehnée vollkommen unbekannt, wie uns überhaupt Charles-Frédéric Soehnée und sein Werk noch eine ganze Reihe Rätsel aufgibt. Ende 2008 hat der deutsche Maler Otfried H. Culmann ihn für die deutschsprachige Öffentlichkeit wiederentdeckt.
Soehnées produktive Schaffensphase scheint außerordentlich kurz gewesen zu sein. Alle seine bisher gefundenen Aquarelle stammen aus der Zeit zwischen 1817 und 1819. Gefunden hat man bisher ca. sieben Alben aus dieser Zeit mit einigen Hundert Aquarell-Zeichnungen im Format ca. 22 × 35 cm.
Die Aquarelle zeigen phantastische Szenen von Nomaden in einer trostlosen Wüste mit gigantischen Ratten, Maulwürfen, Schnecken, Krebsen, Vogelskeletten, Flugsauriern, Würfeln und weiteren seltsamen monströsen Wesen, auf denen in große Gewänder gehüllte, teils zerlumpte Menschen reiten. Gruppen von Menschen, welche dem Betrachter den Rücken zuwenden, lassen sich auf Leiterwagen von Sauriergerippen ziehen.  apokalyptische Visionen einer Welt, in der es den Menschen so schlecht geht, dass sie bei der „Ersten Rast“ an den vollen Zitzen einer gigantischen widerlichen Ratte ihren Durst stillen müssen. Eine Menschengruppe, mit einem verzweifelt das Kreuz schwingenden Priester, hat sich auf einer kriechenden, riesigen Nacktschnecke niedergelassen. Titel: „Reise zur Hölle“. Ein skurriles Bestiarium, mit dem sich dieser letzte menschliche Haufen anscheinend arrangiert hat, bis zur nächsten Nacht und zum nächsten Tag, an dem das Grauen noch grauenhafter wird.
Die Szenen sehen aus, als habe Jacques Callot Figuren von Bosch durch die Brille von Alfred Kubin gesehen. Soehnée stand zwar bei der Darstellung seiner Figuren unter dem Einfluss von Alexandre-Jean Noël (1752–1834), aber seine Visionen sind absolut einzigartig.
Im spannungsvollen Kontrast zu seinen makabren Bildthemen steht die virtuose Leichtigkeit seines Pinselstrichs und die duftige Zartheit und Helligkeit seiner Farben, die  er dann  häufig mit schwarzen Lavierungen übermalt und verdüstert.
Seine Bilder tragen Titel wie Reise zur Hölle (Voyage en enfer), Die Wiege des Todes (Le berceau de la mort) oder Der Stille geweihter Ort (Lieu consacré au silence), die jedoch wenig dazu beitragen, das Rätsel dieser Bilder zu lösen. Ein Rätsel bleibt auch, warum er solche grotesken Visionen malte. Eine mögliche Erklärung wäre, dass durch den  Ausbruch des Vulkans Tambora in Indonesien 1815 weltweit eine Klimaveränderung einsetzte, und es Jahre der Dürre, Überschwemmungen, Hungersnot, Ratten- und Schneckenplagen gab, die die Menschen in Furcht und Schrecken versetzte. Diese dramatische Situation könnte eine Motivation für die von Soehnée gemalten Endzeitvisionen gewesen sein.
Ölbilder von seiner Hand konnte bisher nicht gefunden werden.
Bisher wurde auch eine Lithografie von Ch.F.Soehnée gefunden, mit zwei Szenen: „Weg zur Hölle“ und „Urteil des Schicksals“. Diese wurden von dem Lithograph Godefroy Engelmann realisiert, einem Elsässer aus Mühlhausen, der dort 1814 und in Paris 1816 eine Druckerei gründete und zu den Pionieren der Farblithografie in Frankreich gehört.

## Schriften
- Charles-Frédéric Soehnée: Recherches nouvelles sur les procédés de peinture des anciens ; suivies de la traduction de différents fragments de l’ouvrage de Lessing sur l’antiquité de la peinture à l’huile  Paris : J. M. Eberhart, 1822.